# Dinastia meda
A dinastia meda foi, segundo o antigo historiador grego Heródoto, uma dinastia composta de quatro reis que governou por 150 anos sob o Império Medo. Se o relato de Heródoto for verdade, os medos foram unificados por um homem chamado Déjoces, o primeiro dos quatro reis que governariam o Império Medo, um poderoso império que incluía grandes partes do Irã e o leste da Anatólia.

## Cronologia
Usando a cronologia proposta por Heródoto, os reis medos reinaram nas seguintes datas:
| Governante      | Reinado      | Duração do reinado |
| --------------- | ------------ | ------------------ |
| Déjoces         | 700-647 a.C. | 53 anos            |
| Fraortes        | 647-625 a.C. | 22 anos            |
| Interregno cita |              |                    |
| Ciaxares        | 625-585 a.C. | 40 anos            |
| Astíages        | 585-550 a.C. | 35 anos            |

Há algo errado com esta cronologia. Os números de Heródoto são suspeitos: os dois primeiros e os dois últimos reis governaram exatamente 75 anos, que somados dão 150 anos. Os primeiros reis, Déjoces e Fraortes, não são mencionados nas fontes históricas, mas os estudiosos tentaram identificá-los com alguma figura histórica conhecida. Assim, um chefe maneu chamado Daiaucu, mencionado várias vezes em textos neoassírios da época de Sargão II, foi identificado com Déjoces, mas tal identificação é muito improvável.
Com base na afirmação de Heródoto de que o domínio cita sobre os medos durou cerca de 28 anos, os estudiosos adiaram o início da cronologia meda para o ano 728 a.C. Isso permitiria que eles identificassem Fraortes, o segundo rei medo, com Castariti, líder da revolta meda contra a Assíria em 672 a.C. Essa identificação é baseada na declaração da Inscrição de Beistum de que um medo chamado Fravartis (ou Fraortes na transcrição grega), que se revoltou contra o rei persa Dario, o Grande em 522 a.C., afirmou ser XšaØrita "da família de Ciaxares". No entanto, alguns estudiosos tendem a rejeitar a identificação de Fraortes, filho de Déjoces, com Castariti ou a considera duvidosa. Se o início do reinado de Déjoces for movido para 728 a.C., a cronologia absoluta de sua dinastia pode ser apresentada da seguinte maneira:
| Governante         | Reinado      | Duração do reinado |
| ------------------ | ------------ | ------------------ |
| Déjoces            | 728-675 a.C. | 53 anos            |
| Fraortes/Castariti | 675-553 a.C. | 22 anos            |
| Interregno cita    | 553-625 a.C. | 28 anos            |
| Ciaxares           | 625-585 a.C. | 40 anos            |
| Astíages           | 585-550 a.C. | 35 anos            |

No entanto, essa cronologia foi rejeitada pelos estudiosos quando René Labat demonstrou que, em vários manuscritos das Histórias de Heródoto, os 28 anos de domínio cita foram incluídos no reinado de Ciaxares e, portanto, Fraortes cronologicamente não poderia ser Castariti das fontes assírias. Edwin Grantovski argumentou que esse problema cronológico poderia ser resolvido com base em fontes cuneiformes, que datam a revolta meda contra a Assíria em 672 a.C. e o final da dinastia meda em 550 a.C. Ele ofereceu as seguintes datas:
| Governante      | Reinado      | Duração do reinado |
| --------------- | ------------ | ------------------ |
| Déjoces         | 672-640 a.C. | 32 anos            |
| Fraortes        | 640-620 a.C. | 20 anos            |
| Interregno cita | 635-615 a.C. | 20 anos            |
| Ciaxares        | 620-584 a.C. | 36 anos            |
| Astíages        | 584-550 a.C. | 34 anos            |

Assim, de acordo com Grantovski, a dinastia meda existe há cerca de 120 anos; Déjoces derrubou o domínio assírio e fundou a dinastia meda. Fraortes subjugou os persas. Ciaxares começou a conquistar a Alta Ásia quando os assírios foram derrotados em 612 a.C., e seu império durou até 550 a.C. Quanto ao domínio cita sobre os medos e outros países, a declaração de Heródoto tem um caráter lendário e não confiável, pois não pode ser reconciliada com a verdadeira história da Média no século VII a.C. e com todo o resto do antigo Oriente Próximo.
As datas que Heródoto atribui aos reis medos somadas dão 150 anos, no entanto segundo outro relato de Heródoto, os medos governaram o norte da Ásia por 128 anos. Nesse caso, o início da dinastia meda deveria ser datado no ano 678 a.C., ou seja, alguns anos antes da revolta contra os assírios. É possível conciliar a aparente contradição dos dados de Heródoto. Heródoto atribui 53 anos de reinado para Déjoces e 22 anos para Fraortes. George Rawlinson propôs que Fraortes governasse por 53 anos e Déjoces por 22 anos. Com essa mudança obtém-se as datas entre 678 a 625 a.C. para o reinado de Fraortes. Assim, de acordo com Rawlinson, a soma dos reinados dos três reis (53+40+35) após Déjoces seria então os 128 anos que Heródoto mencionou. Fraortes derrubou o domínio assírio e, como afirma Heródoto, atacou as tribos persas e começou a subjugar muitos povos na Ásia. Portanto, o ponto de partida do período de 128 anos de supremacia meda provavelmente é a adesão de Castariti/Fraortes, que começou a governar alguns anos antes da bem-sucedida revolta contra a Assíria e reinou por 53 anos. Quanto a Déjoces, pai de Fraortes, ele era apenas um chefe dos medos, que começou a consolidar a unidade das tribos medas. É possível que ele tenha sido apenas o fundador homônimo da casa real meda. Segundo a sugestão de Diakonoff, Heródoto simplificou demais o evento e transferiu para Déjoces as atividades de várias gerações de chefes medos, atribuindo a ele a fundação do reino medo. Ciaxares, em coalização com a Babilônia, conquistou o Império Neoassírio e estabeleceu seu domínio sobre a Ásia a leste do rio Hális e Astíages o sucedeu. Assim a dinastia dos reis medos pode ser apresentada da seguinte forma:
| Governante      | Reinado      | Duração do reinado |
| --------------- | ------------ | ------------------ |
| Déjoces         | 700-678 a.C. | 22 anos            |
| Fraortes        | 678-625 a.C. | 53 anos            |
| Interregno cita |              | X                  |
| Ciaxares        | 625-585 a.C. | 40 anos            |
| Astíages        | 585-550 a.C. | 35 anos            |

## Títulos
Embora os detalhes da organização política dos medos são desconhecidos, é possível que o monarca meda tenha usado o título de “Rei dos Reis”, consequentemente, muito do protocolo e simbolismo do governo foi emprestado pelos medos de Urartu ou diretamente da Mesopotâmia. É provável que Ciro, o Grande tivesse adotado os títulos dos governantes medos, como “grande rei”, “rei dos reis” e “rei das terras”.

## Árvore genealógica
Árvore genealógica da dinastia meda e seu parentesco com os babilônios, lídios e persas, segundo registros dos historiadores Heródoto, Beroso e Ctésias. De acordo com Beroso, Nabucodonosor se casou com Amitis, filha de Astíages. É impossível que Amitis seja filha de Astíages, pois ele ainda era muito jovem durante o reinado de Nabopolassar para já ter filhos, e ainda não era rei; parece mais provável que Amitis fosse filha de Ciaxares e, portanto, irmã de Astíages. Astíages teria se casado com Arienis, mas é incerto se ele era pai de algum filho ou filha. Heródoto e Xenofonte afirmam que ele tinha uma filha chamada Mandane, que teria se casado com Cambises I e seria mãe de Ciro, o Grande. Ctésias negou a veracidade desta afirmação e afirmou que Astíages tinha uma filha chamada Amitis, que se casou com Espitamas e após a morte deste, ela teria se casado com Ciro, o Grande.
|                         |                         |                         |                         |                         |                         |  |  |            |            |            |            |            |            |         |         |                             |                             |                             |                             |                             |                             |         |         | Fraortes                       |                                |                                |                                |                                |                                |                            |                            |                            |                            |                            |                            |        |        |        |        |        |        |                                |                                |                                |                                |                                |                                |                                  |                                  |                                  |                                  |                                  |                                  |  |  |  |  |  |  |  |  |  |  |  |  |  |  |
|                         |                         |                         |                         |                         |                         |  |  |            |            |            |            |            |            |         |         |                             |                             |                             |                             |                             |                             |         |         |                                |                                |                                |                                |                                |                                |                            |                            |                            |                            |                            |                            |        |        |        |        |        |        |                                |                                |                                |                                |                                |                                |                                  |                                  |                                  |                                  |                                  |                                  |  |  |  |  |  |  |  |  |  |  |  |  |  |  |
|                         |                         |                         |                         |                         |                         |  |  |            |            |            |            |            |            |         |         |                             |                             |                             |                             |                             |                             |         |         | Déjoces r. 700–678 a.C.        |                                |                                |                                |                                |                                |                            |                            |                            |                            |                            |                            |        |        |        |        |        |        |                                |                                |                                |                                |                                |                                |                                  |                                  |                                  |                                  |                                  |                                  |  |  |  |  |  |  |  |  |  |  |  |  |  |  |
|                         |                         |                         |                         |                         |                         |  |  |            |            |            |            |            |            |         |         |                             |                             |                             |                             |                             |                             |         |         |                                |                                |                                |                                |                                |                                |                            |                            |                            |                            |                            |                            |        |        |        |        |        |        |                                |                                |                                |                                |                                |                                |                                  |                                  |                                  |                                  |                                  |                                  |  |  |  |  |  |  |  |  |  |  |  |  |  |  |
| Dinastia mermnada       | Dinastia mermnada       | Dinastia mermnada       | Dinastia mermnada       | Dinastia mermnada       | Dinastia mermnada       |  |  |            |            |            |            |            |            |         |         |                             |                             |                             |                             |                             |                             |         |         | Fraortes r. 678–625 a.C.       | Fraortes r. 678–625 a.C.       | Fraortes r. 678–625 a.C.       | Fraortes r. 678–625 a.C.       | Fraortes r. 678–625 a.C.       | Fraortes r. 678–625 a.C.       |                            |                            |                            |                            |                            |                            |        |        |        |        |        |        |                                |                                |                                |                                |                                |                                |                                  |                                  |                                  |                                  |                                  |                                  |  |  |  |  |  |  |  |  |  |  |  |  |  |  |
| Dinastia mermnada       | Dinastia mermnada       | Dinastia mermnada       | Dinastia mermnada       | Dinastia mermnada       | Dinastia mermnada       |  |  |            |            |            |            |            |            |         |         |                             |                             |                             |                             |                             |                             |         |         | Fraortes r. 678–625 a.C.       | Fraortes r. 678–625 a.C.       | Fraortes r. 678–625 a.C.       | Fraortes r. 678–625 a.C.       | Fraortes r. 678–625 a.C.       | Fraortes r. 678–625 a.C.       |                            |                            |                            |                            |                            |                            |        |        |        |        |        |        |                                |                                |                                |                                |                                |                                |                                  |                                  |                                  |                                  |                                  |                                  |  |  |  |  |  |  |  |  |  |  |  |  |  |  |
| Alíates r. 591–560 a.C. | Alíates r. 591–560 a.C. | Alíates r. 591–560 a.C. | Alíates r. 591–560 a.C. | Alíates r. 591–560 a.C. | Alíates r. 591–560 a.C. |  |  |            |            |            |            |            |            |         |         |                             |                             |                             |                             |                             |                             |         |         | Ciaxares r. 625–585 a.C.       | Ciaxares r. 625–585 a.C.       | Ciaxares r. 625–585 a.C.       | Ciaxares r. 625–585 a.C.       | Ciaxares r. 625–585 a.C.       | Ciaxares r. 625–585 a.C.       |                            |                            |                            |                            |                            |                            |        |        |        |        |        |        |                                |                                |                                |                                |                                |                                | Dinastia caldeia                 | Dinastia caldeia                 | Dinastia caldeia                 | Dinastia caldeia                 | Dinastia caldeia                 | Dinastia caldeia                 |  |  |  |  |  |  |  |  |  |  |  |  |  |  |
| Alíates r. 591–560 a.C. | Alíates r. 591–560 a.C. | Alíates r. 591–560 a.C. | Alíates r. 591–560 a.C. | Alíates r. 591–560 a.C. | Alíates r. 591–560 a.C. |  |  |            |            |            |            |            |            |         |         |                             |                             |                             |                             |                             |                             |         |         | Ciaxares r. 625–585 a.C.       | Ciaxares r. 625–585 a.C.       | Ciaxares r. 625–585 a.C.       | Ciaxares r. 625–585 a.C.       | Ciaxares r. 625–585 a.C.       | Ciaxares r. 625–585 a.C.       |                            |                            |                            |                            |                            |                            |        |        |        |        |        |        |                                |                                |                                |                                |                                |                                | Dinastia caldeia                 | Dinastia caldeia                 | Dinastia caldeia                 | Dinastia caldeia                 | Dinastia caldeia                 | Dinastia caldeia                 |  |  |  |  |  |  |  |  |  |  |  |  |  |  |
|                         |                         |                         |                         |                         |                         |  |  |            |            |            |            |            |            |         |         |                             |                             |                             |                             |                             |                             |         |         |                                |                                |                                |                                |                                |                                |                            |                            |                            |                            |                            |                            |        |        |        |        |        |        |                                |                                |                                |                                |                                |                                |                                  |                                  |                                  |                                  |                                  |                                  |  |  |  |  |  |  |  |  |  |  |  |  |  |  |
| Creso r. 560–546 a.C.   | Creso r. 560–546 a.C.   | Creso r. 560–546 a.C.   | Creso r. 560–546 a.C.   | Creso r. 560–546 a.C.   | Creso r. 560–546 a.C.   |  |  |            |            |            |            | Arienis    | Arienis    | Arienis | Arienis | Arienis                     | Arienis                     |                             |                             |                             |                             |         |         | Astíages r. 585–550 a.C.       | Astíages r. 585–550 a.C.       | Astíages r. 585–550 a.C.       | Astíages r. 585–550 a.C.       | Astíages r. 585–550 a.C.       | Astíages r. 585–550 a.C.       |                            |                            |                            |                            |                            |                            | Amitis | Amitis | Amitis | Amitis | Amitis | Amitis |                                |                                |                                |                                |                                |                                | Nabucodonosor II r. 605–562 a.C. | Nabucodonosor II r. 605–562 a.C. | Nabucodonosor II r. 605–562 a.C. | Nabucodonosor II r. 605–562 a.C. | Nabucodonosor II r. 605–562 a.C. | Nabucodonosor II r. 605–562 a.C. |  |  |  |  |  |  |  |  |  |  |  |  |  |  |
| Creso r. 560–546 a.C.   | Creso r. 560–546 a.C.   | Creso r. 560–546 a.C.   | Creso r. 560–546 a.C.   | Creso r. 560–546 a.C.   | Creso r. 560–546 a.C.   |  |  |            |            |            |            | Arienis    | Arienis    | Arienis | Arienis | Arienis                     | Arienis                     |                             |                             |                             |                             |         |         | Astíages r. 585–550 a.C.       | Astíages r. 585–550 a.C.       | Astíages r. 585–550 a.C.       | Astíages r. 585–550 a.C.       | Astíages r. 585–550 a.C.       | Astíages r. 585–550 a.C.       |                            |                            |                            |                            |                            |                            | Amitis | Amitis | Amitis | Amitis | Amitis | Amitis |                                |                                |                                |                                |                                |                                | Nabucodonosor II r. 605–562 a.C. | Nabucodonosor II r. 605–562 a.C. | Nabucodonosor II r. 605–562 a.C. | Nabucodonosor II r. 605–562 a.C. | Nabucodonosor II r. 605–562 a.C. | Nabucodonosor II r. 605–562 a.C. |  |  |  |  |  |  |  |  |  |  |  |  |  |  |
|                         |                         |                         |                         |                         |                         |  |  |            |            |            |            |            |            |         |         |                             |                             |                             |                             |                             |                             |         |         |                                |                                |                                |                                |                                |                                |                            |                            |                            |                            |                            |                            |        |        |        |        |        |        |                                |                                |                                |                                |                                |                                |                                  |                                  |                                  |                                  |                                  |                                  |  |  |  |  |  |  |  |  |  |  |  |  |  |  |
|                         |                         |                         |                         |                         |                         |  |  |            |            |            |            |            |            |         |         |                             |                             |                             |                             |                             |                             |         |         |                                |                                |                                |                                |                                |                                | Dinastia aquemênida        | Dinastia aquemênida        | Dinastia aquemênida        | Dinastia aquemênida        | Dinastia aquemênida        | Dinastia aquemênida        |        |        |        |        |        |        | Evil-Merodaque r. 562–560 a.C. | Evil-Merodaque r. 562–560 a.C. | Evil-Merodaque r. 562–560 a.C. | Evil-Merodaque r. 562–560 a.C. | Evil-Merodaque r. 562–560 a.C. | Evil-Merodaque r. 562–560 a.C. |                                  |                                  |                                  |                                  |                                  |                                  |  |  |  |  |  |  |  |  |  |  |  |  |  |  |
|                         |                         |                         |                         |                         |                         |  |  |            |            |            |            |            |            |         |         |                             |                             |                             |                             |                             |                             |         |         |                                |                                |                                |                                |                                |                                | Dinastia aquemênida        | Dinastia aquemênida        | Dinastia aquemênida        | Dinastia aquemênida        | Dinastia aquemênida        | Dinastia aquemênida        |        |        |        |        |        |        | Evil-Merodaque r. 562–560 a.C. | Evil-Merodaque r. 562–560 a.C. | Evil-Merodaque r. 562–560 a.C. | Evil-Merodaque r. 562–560 a.C. | Evil-Merodaque r. 562–560 a.C. | Evil-Merodaque r. 562–560 a.C. |                                  |                                  |                                  |                                  |                                  |                                  |  |  |  |  |  |  |  |  |  |  |  |  |  |  |
|                         |                         |                         |                         |                         |                         |  |  |            |            |            |            |            |            |         |         |                             |                             |                             |                             |                             |                             |         |         |                                |                                |                                |                                |                                |                                |                            |                            |                            |                            |                            |                            |        |        |        |        |        |        |                                |                                |                                |                                |                                |                                |                                  |                                  |                                  |                                  |                                  |                                  |  |  |  |  |  |  |  |  |  |  |  |  |  |  |
|                         |                         |                         |                         |                         |                         |  |  |            |            |            |            |            |            |         |         |                             |                             | Mandane                     | Mandane                     | Mandane                     | Mandane                     | Mandane | Mandane |                                |                                |                                |                                |                                |                                | Cambises I r. 580–559 a.C. | Cambises I r. 580–559 a.C. | Cambises I r. 580–559 a.C. | Cambises I r. 580–559 a.C. | Cambises I r. 580–559 a.C. | Cambises I r. 580–559 a.C. |        |        |        |        |        |        |                                |                                |                                |                                |                                |                                |                                  |                                  |                                  |                                  |                                  |                                  |  |  |  |  |  |  |  |  |  |  |  |  |  |  |
|                         |                         |                         |                         |                         |                         |  |  |            |            |            |            |            |            |         |         |                             |                             | Mandane                     | Mandane                     | Mandane                     | Mandane                     | Mandane | Mandane |                                |                                |                                |                                |                                |                                | Cambises I r. 580–559 a.C. | Cambises I r. 580–559 a.C. | Cambises I r. 580–559 a.C. | Cambises I r. 580–559 a.C. | Cambises I r. 580–559 a.C. | Cambises I r. 580–559 a.C. |        |        |        |        |        |        |                                |                                |                                |                                |                                |                                |                                  |                                  |                                  |                                  |                                  |                                  |  |  |  |  |  |  |  |  |  |  |  |  |  |  |
|                         |                         |                         |                         |                         |                         |  |  |            |            |            |            |            |            |         |         |                             |                             |                             |                             |                             |                             |         |         |                                |                                |                                |                                |                                |                                |                            |                            |                            |                            |                            |                            |        |        |        |        |        |        |                                |                                |                                |                                |                                |                                |                                  |                                  |                                  |                                  |                                  |                                  |  |  |  |  |  |  |  |  |  |  |  |  |  |  |
| Espitamas               | Espitamas               | Espitamas               | Espitamas               | Espitamas               | Espitamas               |  |  |            |            |            |            | Amitis     | Amitis     | Amitis  | Amitis  | Amitis                      | Amitis                      |                             |                             |                             |                             |         |         | Ciro, o Grande r. 559–530 a.C. | Ciro, o Grande r. 559–530 a.C. | Ciro, o Grande r. 559–530 a.C. | Ciro, o Grande r. 559–530 a.C. | Ciro, o Grande r. 559–530 a.C. | Ciro, o Grande r. 559–530 a.C. |                            |                            |                            |                            |                            |                            |        |        |        |        |        |        |                                |                                |                                |                                |                                |                                |                                  |                                  |                                  |                                  |                                  |                                  |  |  |  |  |  |  |  |  |  |  |  |  |  |  |
| Espitamas               | Espitamas               | Espitamas               | Espitamas               | Espitamas               | Espitamas               |  |  |            |            |            |            | Amitis     | Amitis     | Amitis  | Amitis  | Amitis                      | Amitis                      |                             |                             |                             |                             |         |         | Ciro, o Grande r. 559–530 a.C. | Ciro, o Grande r. 559–530 a.C. | Ciro, o Grande r. 559–530 a.C. | Ciro, o Grande r. 559–530 a.C. | Ciro, o Grande r. 559–530 a.C. | Ciro, o Grande r. 559–530 a.C. |                            |                            |                            |                            |                            |                            |        |        |        |        |        |        |                                |                                |                                |                                |                                |                                |                                  |                                  |                                  |                                  |                                  |                                  |  |  |  |  |  |  |  |  |  |  |  |  |  |  |
|                         |                         |                         |                         |                         |                         |  |  |            |            |            |            |            |            |         |         |                             |                             |                             |                             |                             |                             |         |         |                                |                                |                                |                                |                                |                                |                            |                            |                            |                            |                            |                            |        |        |        |        |        |        |                                |                                |                                |                                |                                |                                |                                  |                                  |                                  |                                  |                                  |                                  |  |  |  |  |  |  |  |  |  |  |  |  |  |  |
|                         |                         |                         |                         |                         |                         |  |  |            |            |            |            |            |            |         |         |                             |                             |                             |                             |                             |                             |         |         |                                |                                |                                |                                |                                |                                |                            |                            |                            |                            |                            |                            |        |        |        |        |        |        |                                |                                |                                |                                |                                |                                |                                  |                                  |                                  |                                  |                                  |                                  |  |  |  |  |  |  |  |  |  |  |  |  |  |  |
| Espitaces               | Espitaces               | Espitaces               | Espitaces               | Espitaces               | Espitaces               |  |  | Megabernes | Megabernes | Megabernes | Megabernes | Megabernes | Megabernes |         |         | Cambises II r. 530–522 a.C. | Cambises II r. 530–522 a.C. | Cambises II r. 530–522 a.C. | Cambises II r. 530–522 a.C. | Cambises II r. 530–522 a.C. | Cambises II r. 530–522 a.C. |         |         | Bardia r. 522 a.C.             | Bardia r. 522 a.C.             | Bardia r. 522 a.C.             | Bardia r. 522 a.C.             | Bardia r. 522 a.C.             | Bardia r. 522 a.C.             |                            |                            |                            |                            |                            |                            |        |        |        |        |        |        |                                |                                |                                |                                |                                |                                |                                  |                                  |                                  |                                  |                                  |                                  |  |  |  |  |  |  |  |  |  |  |  |  |  |  |